# آبشار پاورس کورت
آبشار پاورس کورت (به انگلیسی: Powerscourt) آبشاری است که در جزیره ایرلند واقع شده و ارتفاع کلی ریزشگاه آن ۱۲۱ متر (۳۹۷ فوت) است.

## نگارخانه

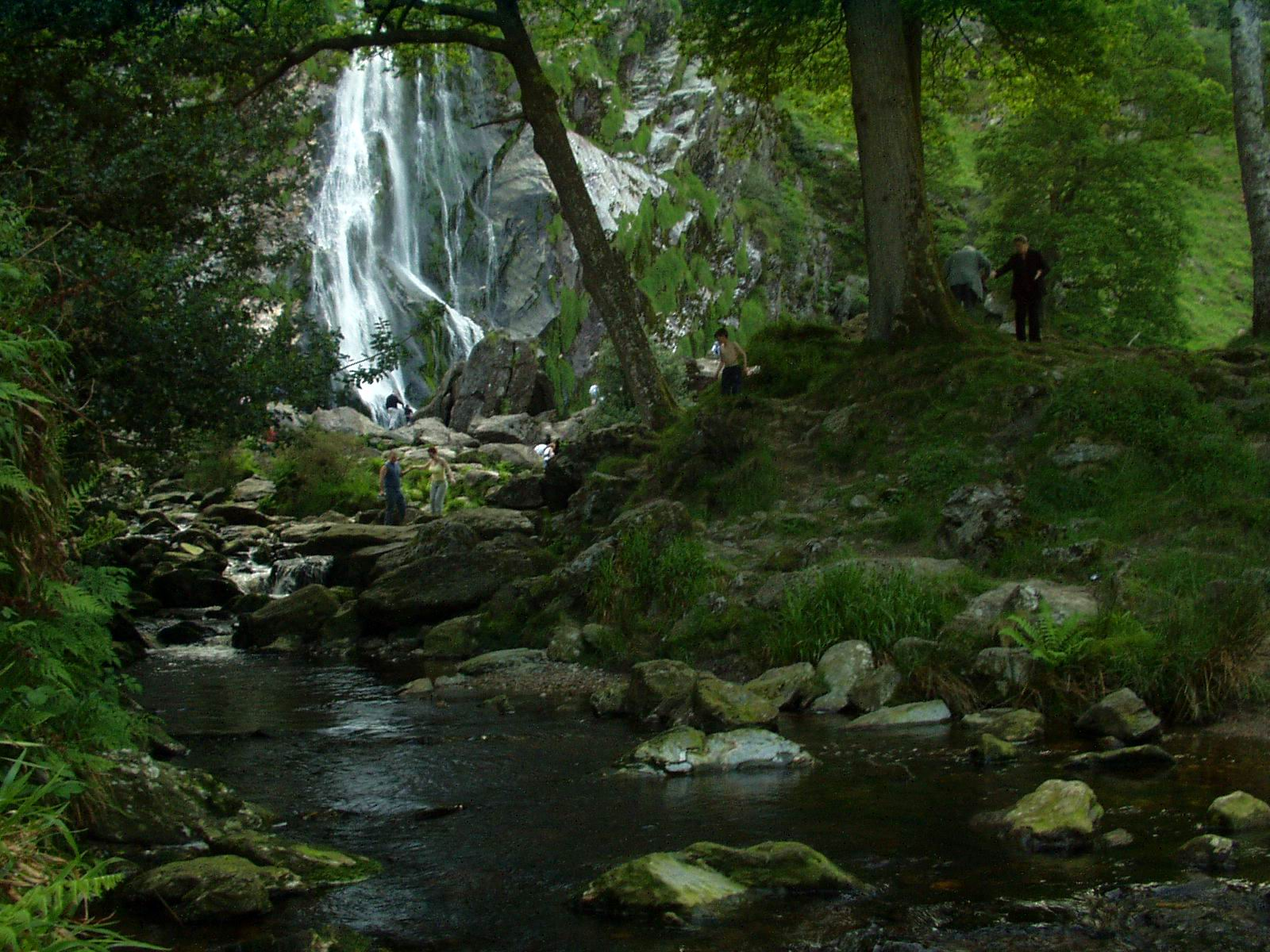
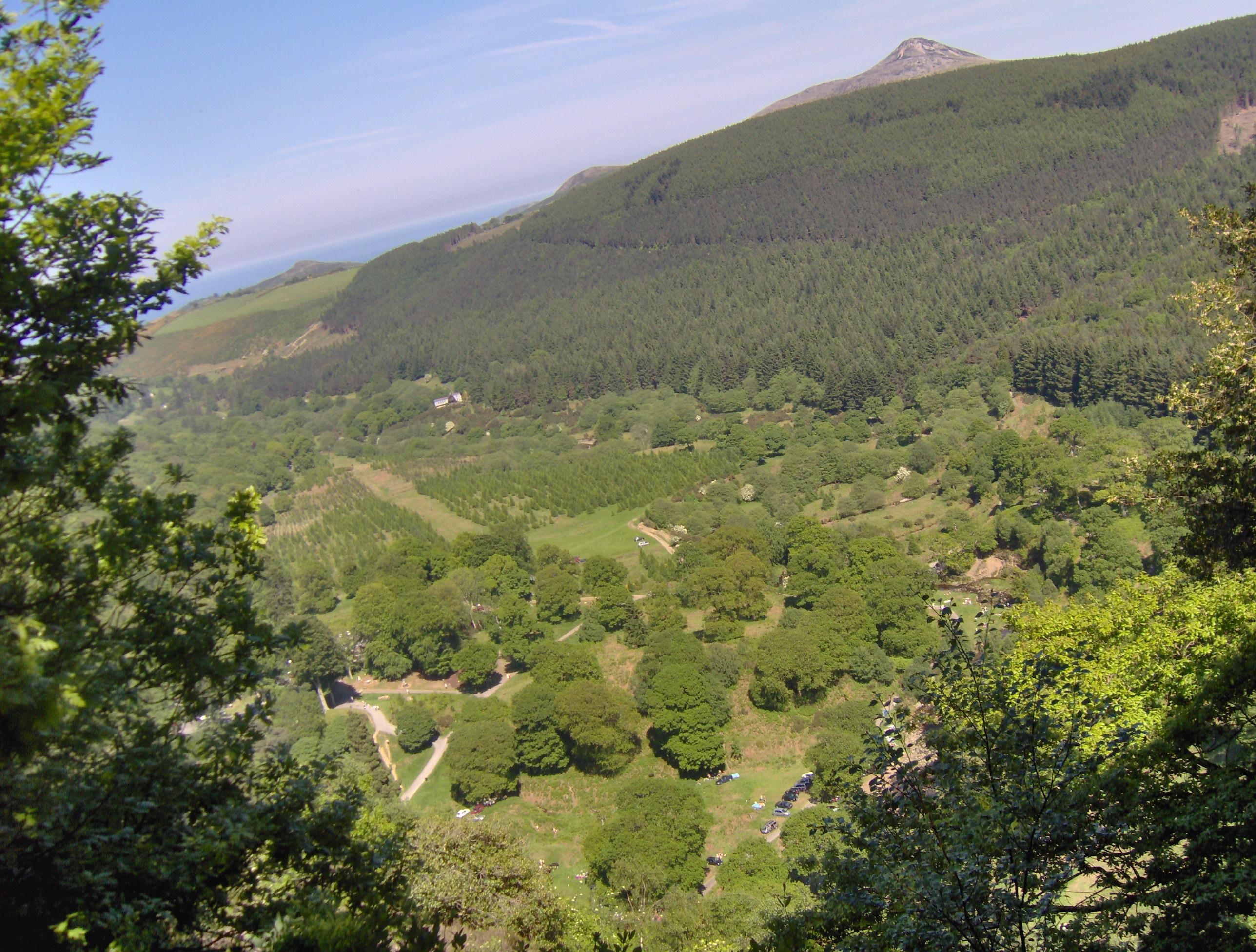
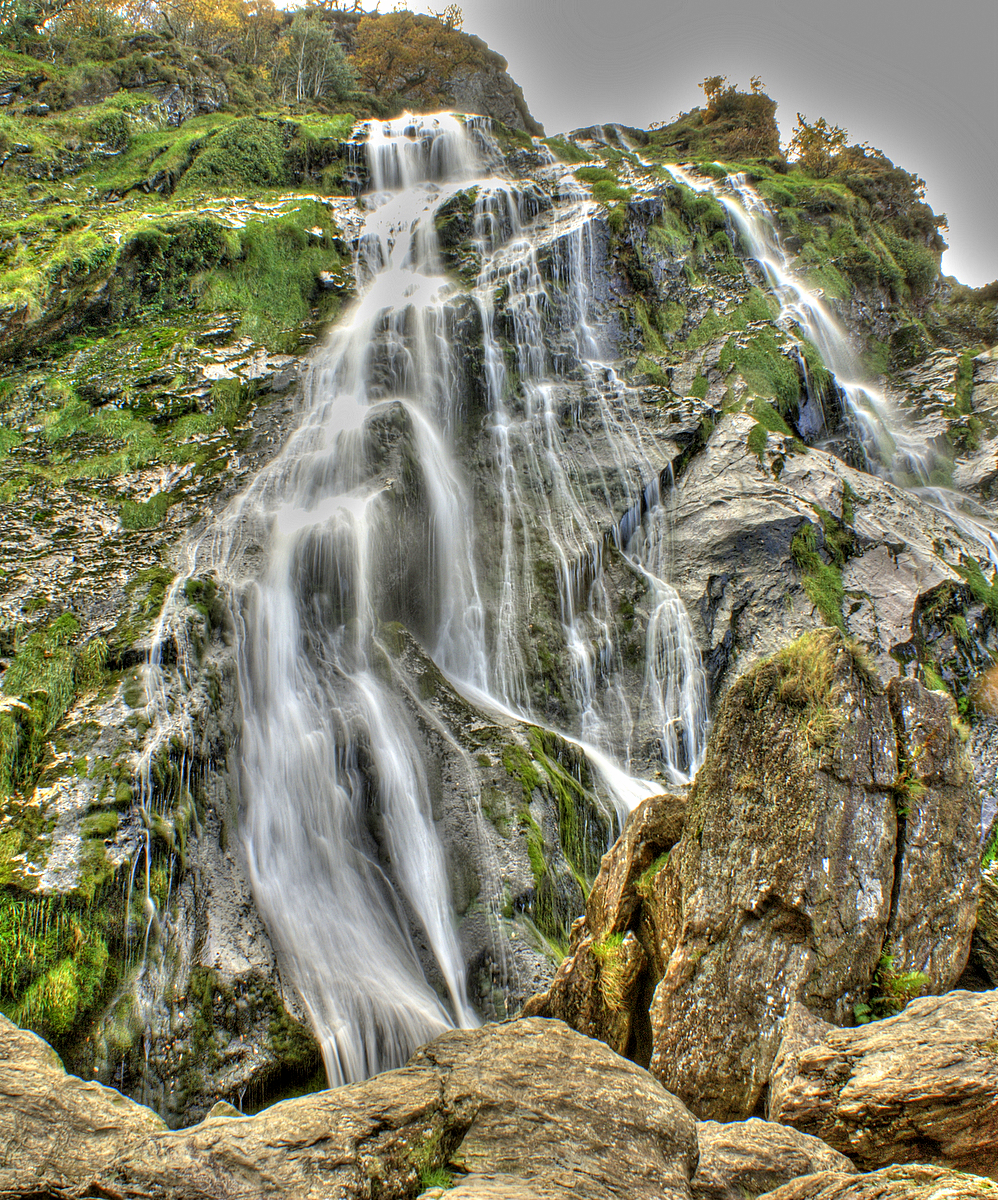
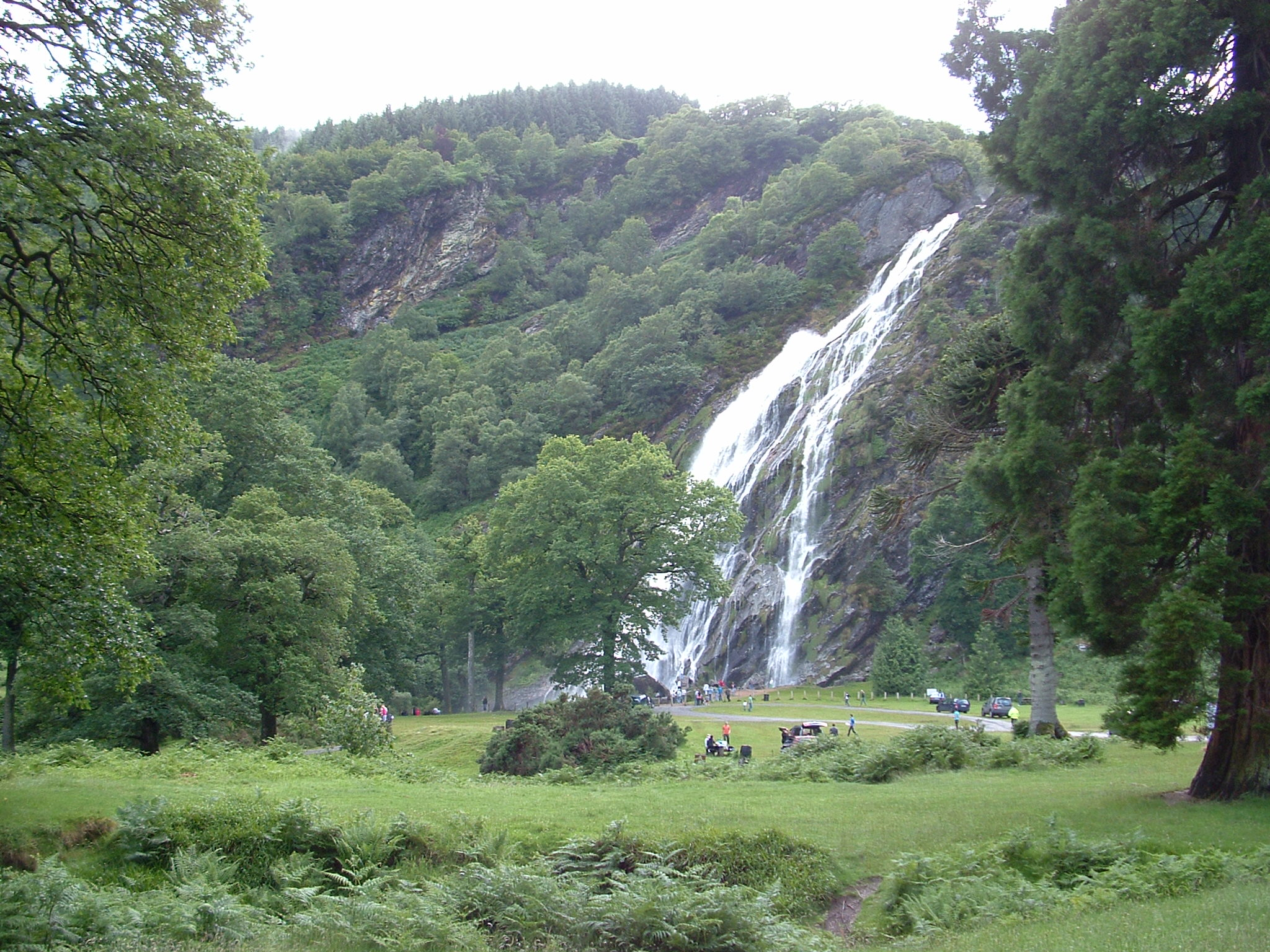
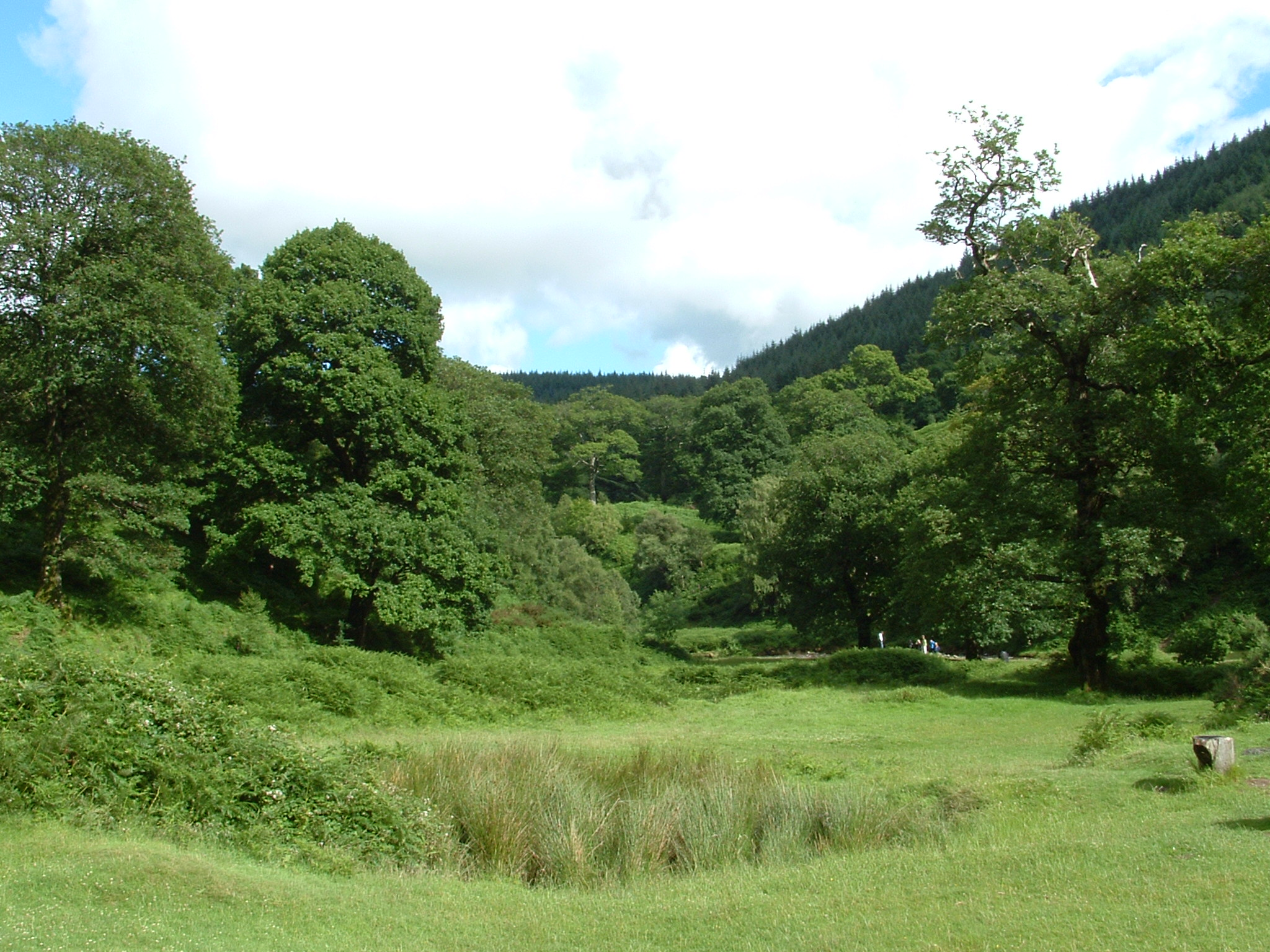